# St. Johannes Enthauptung (Salzkotten)

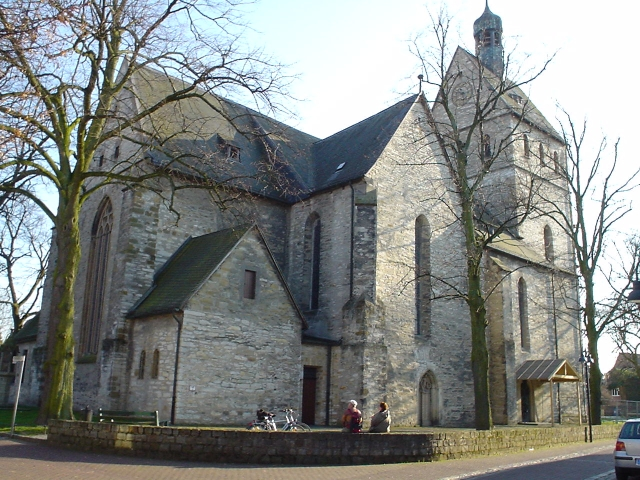
St. Johannes Enthauptung in Salzkotten

St. Johannes Enthauptung ist eine spätromanisch-frühgotische katholische Pfarrkirche in Salzkotten im Kreis Paderborn in Nordrhein-Westfalen. Strukturell gehören Kirche und Gemeinde zum Pastoralverbund Salzkotten im Dekanat Büren-Delbrück des Erzbistums Paderborn.

## Geschichte

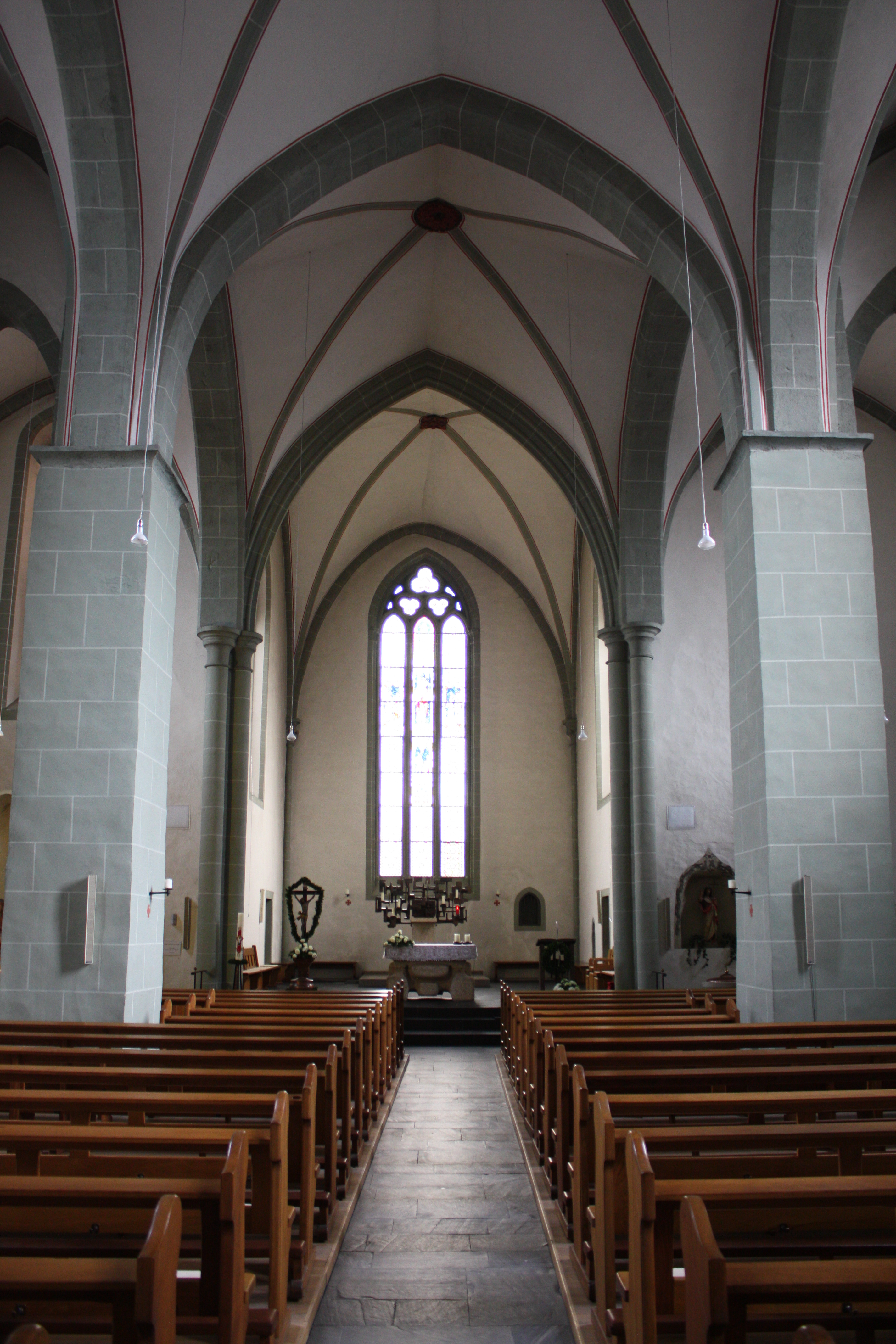
Blick in den Altarraum

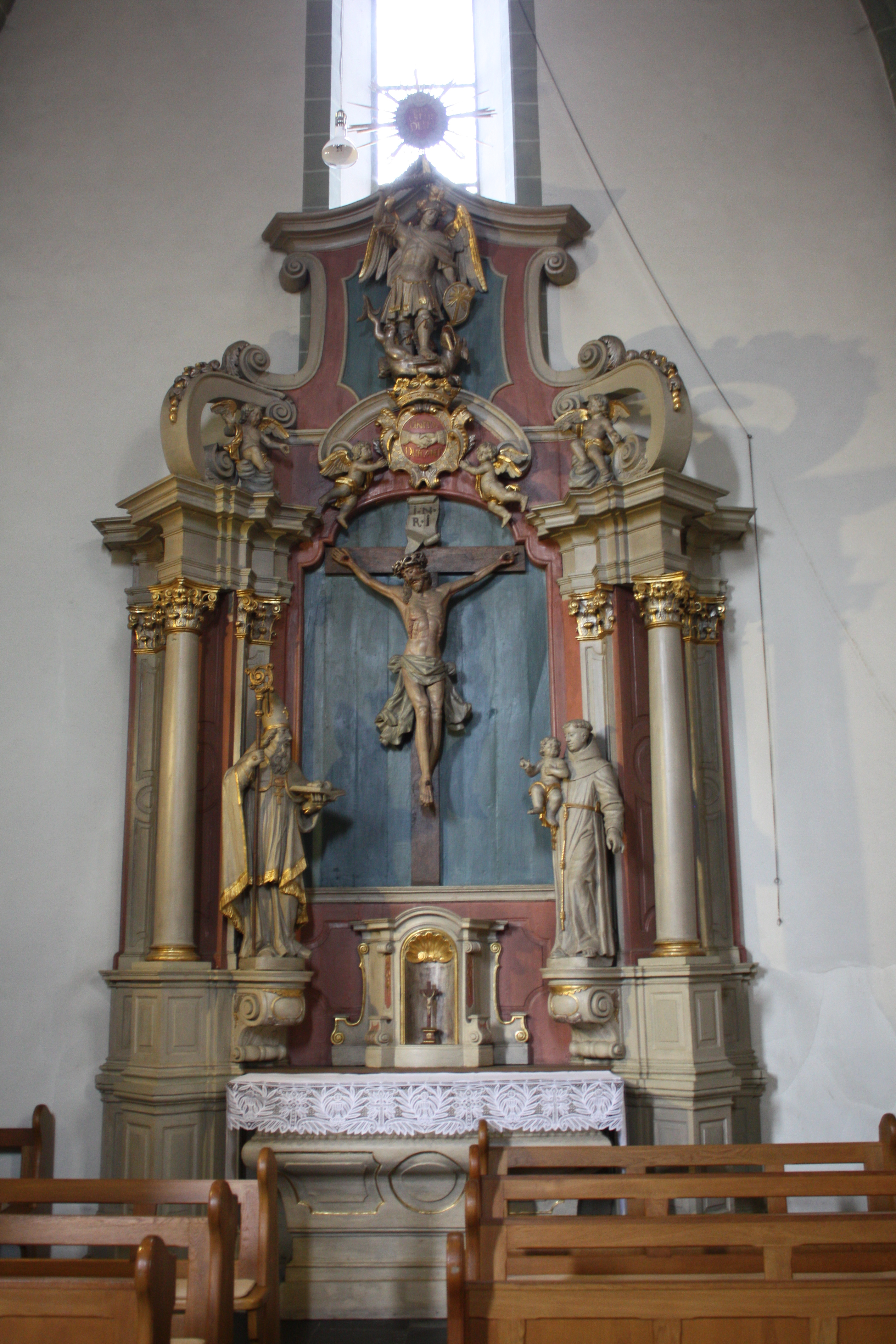
Linker Seitenaltar

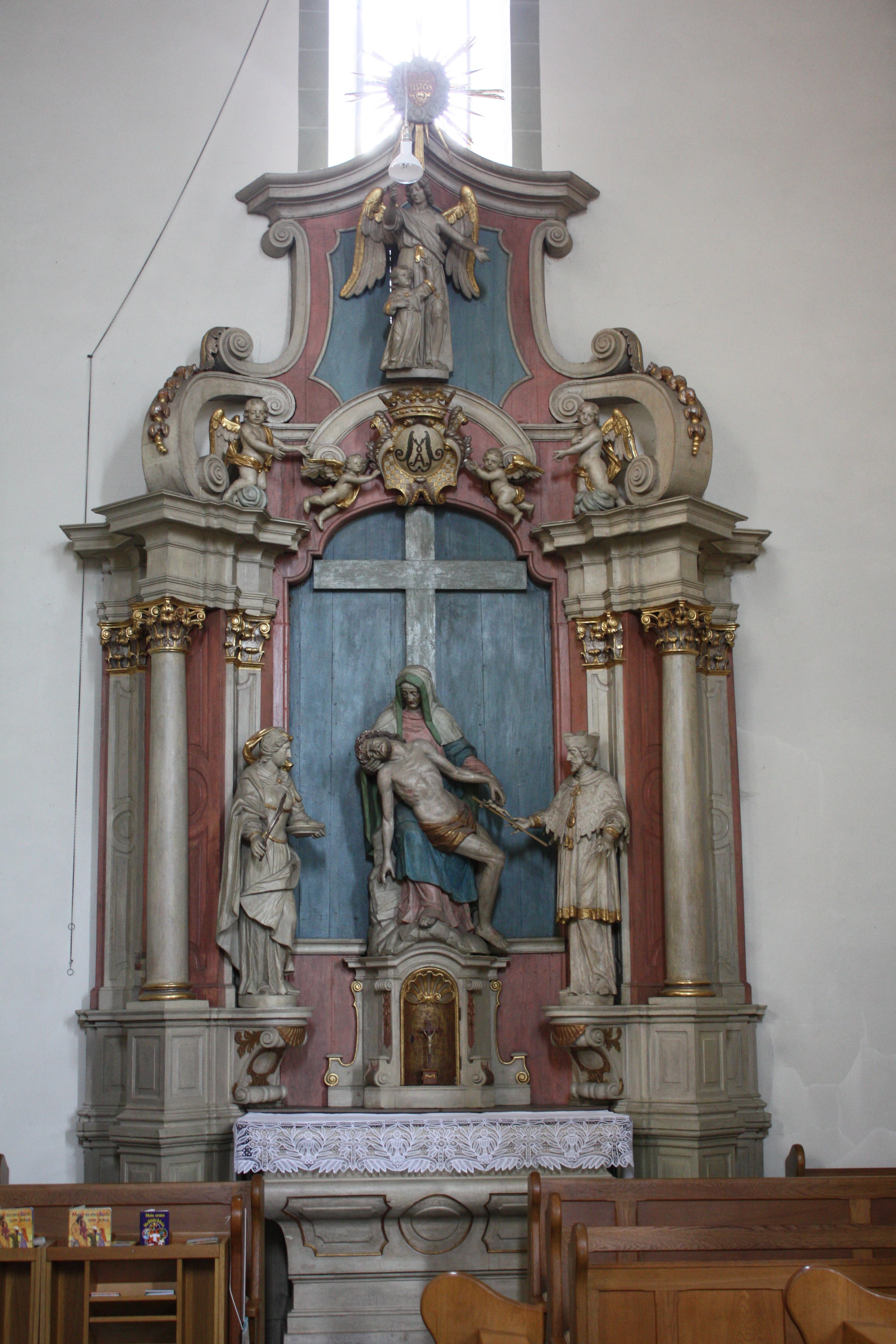
Rechter Seitenaltar

Die erste urkundliche Erwähnung der Pfarrkirche ist im Friedensvertrag vom 24. August 1256 zwischen dem Erzbischof Konrad zu Köln und dem Paderborner Bischof Simon I. Salzkotten wurde zur Befestigung des Bistums errichtet und sollte eine Pfarrkirche bekommen. Da das Archiv 1633 zerstört wurde, liegen keine weiteren Unterlagen vor. Man weiß jedoch, dass die Kirche 1275 fertiggestellt wurde. Ursprünglich gehörten die Gläubigen in Salzkotten zur Gemeinde in Vielsen. Erster Pfarrer von Salzkotten wurde Joachim, der letzte Pfarrer von Vielsen. Er ließ in der Kirche einen nicht mehr erhaltenen Taufstein aus der Vielser Pfarrkirche einbringen, der im 19. Jahrhundert zerstört wurde.
1589 lehnte sich Salzkotten gegen den Bischof Theodor von Fürstenberg auf, vermutlich war die Mehrheit im Ort bereits durch die Reformation lutherischen Glaubens. Bis 1600 setzte der Bischof drei Pfarrer, die den Glauben gewechselt hatten, ab. Mit Hilfe von Jesuiten versuchte der Bischof den katholischen Glauben im Ort zu festigen, was auch gelang. 1633 wurde Salzkotten von hessischen und schwedischen Truppen erobert und weitestgehend zerstört. So brannte das Pastorat nieder und man raubte die Kirche aus. Die Menschen, die in die Kirche geflüchtet waren, wurden ermordet und in der Kirche wurde großer Schaden angerichtet. Da das Chorfenster bei diesem Überfall zu Schaden kam, mauerte man die Öffnung danach zu.
1717 wurde die Kirche abermals geplündert.
Pfarrer Philipp Korte (1730–1803) ließ das Pastorat wieder aufbauen und steuerte private Mittel dazu. In seiner Zeit wurden auch die Schule und das Armenhaus renoviert. Korte ließ neue Gradierwerke in Salzkotten und Westernkotten errichten, die effektiver als ihre Vorgänger arbeiteten.
Im 19. Jahrhundert öffnete man die Vermauerung des Chorfensters.

## Ausstattung
Der älteste Teil der Kirche ist der 47 Meter hohe Turm. 1589 erhielt er die barocke Haube. Die unteren Fenster des Turmes waren bis 1967 Türen.
Die westfälische Hallenkirche hat schmale Seitenschiffe und ein kurzes Querschiff. Der Bauplan wurde romanisch begonnen, was sich an dem typisch basilikalen Grundriss ablesen lässt. Im Laufe der Arbeiten wurde der Bauplan jedoch frühgotisch überarbeitet. Die massiven, noch romanisch geplanten Pfeiler im Inneren haben eine Höhe von 7 Metern. Um 1900 wurde die neue Sakristei auf der Südseite des Chores errichtet. Das Johannesfenster im Osten wurde 1866–1889 umgestaltet, nachdem es im Dreißigjährigen Krieg zerstört und dann vermauert worden war.
Zum mittelalterlichen Inventar der Kirche ist durch den Stadtbrand 1340 und die Zerstörungen im Jahre 1633 und diversen Renovierungen und Umgestaltungen beinahe keine Information erhalten. Auch der Verbleib der teilweise neugotischen Ausstattung aus dem 19. Jahrhundert ist nicht restlos geklärt.
Im Inneren der Kirche findet sich ein 24-armiger Bronzeleuchter von 1664. Tabernakel und Altar wurden von Josef Rikus gestaltet. In einer Wandnische steht eine Figur des Johannes. Die Bemalungen der Nische sind die ältesten erhaltenen und sind um 1500 entstanden. Das Gemälde oberhalb der Nische zeigt den heiligen Christophorus.
Über die Jahrhunderte hat sich lediglich ein spätgotisches Messgewand bzw. eine Kasel aus dem 15. Jahrhundert erhalten, die vermutlich im 19. Jahrhundert restauriert wurde.
Aus der Pfarrkirche in Vielsen stammt die Pietà im linken Querschiff. Sie wurde im 15. Jahrhundert geschaffen.
Im Chorraum befindet sich ein Holzkruzifix aus dem Jahre 1629.
Ferner finden sich im Querschiff zwei barocke Altäre. Der große neobarocke Hauptaltar, welcher 1937 für die Kirche angefertigt wurde, wurde im Zuge der Renovierung der Kirche 1967 abgebaut, eingelagert und schließlich 1976 der Gemeinde St. Joseph in Hamburg-St. Pauli geschenkt.

### Orgel
Die Orgel geht zurück auf ein Instrument, das im Jahre 1888 von der Orgelmanufaktur Eggert (Paderborn) erbaut wurde. 1914 wurde das Instrument mit einem Elektrogebläse ausgestattet. 1939 wurde es von der Nachfolgefirma Anton Feith umgebaut. 1967 wurde das zweimanualige Instrument um ein Rückpositiv ergänzt. Die Orgel hat heute 31 Register auf zwei Manualen und Pedal.
| I Hauptwerk C– |              |        |
| 1.             | Bordun       | 16′    |
| 2.             | Principal    | 08′    |
| 3.             | Gamba        | 08′    |
| 4.             | Hohlflöte    | 08′    |
| 5.             | Octave       | 04′    |
| 6.             | Gedecktflöte | 04′    |
| 7.             | Gemsquinte   | 02 ⁄3′ |
| 8.             | Mixtur IV    |        |
| 9.             | Trompete     | 08′    |

| Rückpositiv C– |           |     |
| 10.            | Quintade  | 08′ |
| 11.            | Principal | 04′ |
| 12.            | Flöte     | 02′ |
| 13.            | Sifflöte  | 01′ |
| 14.            | Scharff   | 01′ |

| II Schwellwerk C– |                  |     |
| 15.               | Geigenprincipal  | 08′ |
| 16.               | Salicional       | 08′ |
| 17.               | Lieblich Gedeckt | 08′ |
| 18.               | Harmonieflöte    | 04′ |
| 19.               | Gemshorn         | 04′ |
| 20.               | Waldflöte        | 02′ |
| 21.               | Sesquialter III  |     |
| 22.               | Octavzymbel III  |     |
| 23.               | Oboe             | 08′ |

| Pedalwerk C– |             |     |
| 24.          | Violonbass  | 16′ |
| 25.          | Subbass     | 16′ |
| 26.          | Gedecktbass | 08′ |
| 27.          | Cello       | 08′ |
| 28.          | Choralbass  | 04′ |
| 29.          | Posaune     | 16′ |

- Koppeln: II/I (auch als Super- und Suboktavkoppel), II/II (Super- und Suboktavkoppel), I/P (auch als Superoktavkoppel), II/P
- Spielhilfen: Handregister, Tutti, Crescendowalze, Pedalumschaltung, Zungenabsteller
- Effektregister: Zimbelstern

### Glocken
Im Turm von St. Johannes hängen insgesamt neun Glocken. Das Hauptgeläut besteht aus sechs Bronzeglocken, die 2017 durch die Glocken- und Kunstgießerei Rincker in Sinn gegossen wurden. Bis 2017 hing im Hauptturm ein fünfstimmiges Gussstahlgeläut in einem Stahlglockenstuhl; die Glocken waren in den Jahren 1947/48 durch den Bochumer Verein gegossen worden, als Ersatz für das Bronzegeläut, welches während des Zweiten Weltkrieges zu Kriegszwecken beschlagnahmt worden war. Dieses bestand aus vier Glocken, von welchen die älteste abgelieferte Glocke im Jahre 1404 gegossen wurde; die anderen stammten von 1509, 1633 und 1823/1830. Bis zur Geläuteerneuerung 2017 waren noch Klöppel, Läuteseile sowie weiteres Zubehör der alten Glockenanlage vorhanden. Der Läutebalken der spätgotischen größten Glocke wurde vor kurzem auf dem Kirchenschiffdach gefunden und befindet sich seitdem in der Uhrenstube.
Die Glocken sind einheitlich mit Ritzzeichnungen des Künstlers Götz Sambale verziert. Die Zeichnungen zeigen die Patrone der jeweiligen Glocke, bzw. Motive aus Salzkotten. Aufgehängt sind die Glocken in einem neuen Glockenstuhl aus Eichenholz.
| Nr. | Bild | Name                       | Gussjahr | Gießer, Gussort                    | Durchmesser (mm) | Gewicht (kg) | Schlagton (mit Abweichung in 16teln eines Halbtones) |
| 1   |      | Christus unser Friede      | 2017     | Glocken- und Kunstgießerei Rincker | 1936             | 4547         | as0 ±0                                               |
| 2   |      | Hl. Johannes               | 2017     | Glocken- und Kunstgießerei Rincker | 1545             | 2279         | c1 −3                                                |
| 3   |      | Hl. Maria                  | 2017     | Glocken- und Kunstgießerei Rincker | 1330             | 1536         | es1 ±0                                               |
| 4   |      | Hl. Franziskus / Hl. Clara | 2017     | Glocken- und Kunstgießerei Rincker | 1217             | 1201         | f1 ±0                                                |
| 5   |      | Hl. Liborius               | 2017     | Glocken- und Kunstgießerei Rincker | 1106             | 919          | g1 ±0                                                |
| 6   |      | Hl. Patrone Europas        | 2017     | Glocken- und Kunstgießerei Rincker | 1035             | 748          | as1 +3                                               |

Im Dachreiter hängen zwei kleinere Glocken. Sie dienen ausschließlich dem Uhrschlag und werden durch ein Schlagwerk angeschlagen; von historischem Wert ist die Stundenglocke aus dem Jahre 1566, gegossen von Joachim Trost, einem Van-Wou-Schüler/ Nachfolger. 2017 wurde eine neue Uhrschlagglocke für den Viertelstundenschlag aufgehängt; die bisherige Viertelstunden-Glocke ist seitdem im Dachreiter aufgestellt.
| Nr. | Bild | Name                                              | Gussjahr           | Gießer, Gussort                           | Durchmesser (mm) | Gewicht (kg) | Schlagton (mit Abweichung in 16teln eines Halbtones) |
| I   |      | Stundenglocke                                     | 1566               | Joachim Trost Van-Wou-Schüler/ Nachfolger | 743              | ca. 170–200  | b1 +6                                                |
| II  |      | Viertelstundenglocke                              | 2017               | Glocken- und Kunstgießerei Rincker Sinn   | 614              | 106          | des2 +9                                              |
| III |      | ehem. Viertelstundenglocke (seit 2017 abgestellt) | 1. Hälfte 20. Jhd. | –                                         | –                | –            | –                                                    |